# Mt. Helium
Mt. Helium — американская альтернативная рок-группа из Лос-Анджелеса, штат Калифорния, ранее известная как The Apex Theory.

## История
Группа The Apex Theory была создана в 1999 году в Лос-Анджелесе армянскими музыкантами Энди Хачатуряном (бывшим ударником System of a Down), Артом Карамяном и Дэвидом Акопяном. Ударник Сэмми Джей Уотсон присоединился к группе позднее. Группа выпустила свой первый мини-альбом Extendemo в 2000 году. В следующем году они подписали контракт с лейблом DreamWorks Records , и 9 октября 2001 записали на нем свой второй EP. В 2001-м группа выступила на главной сцене во время фестиваля 2001 Warped Tour, и в качестве одного из хедлайнеров на MTV2 Tour в 2002 году. 2 апреля 2002 года группа выпустила свой дебютный альбом, Topsy-Turvy, который стартовал на #6 в чарте Billboard Heatseekers и №157 на Billboard 200. Через несколько месяцев после выхода альбома Хачатурян покинул группу. Остальные провели прослушивание на место нового вокалиста, пока не было решено, что Карамян возьмет на себя роль фронтмена группы. Группа выпустила EP Inthatskyissomethingwatching в 2004 году. После смены названия на Mt. Helium, группа выпустила свой второй альбом Faces на лейбле "Toys of the Masses".

## Музыкальный стиль
Стиль Mt. Helium преимущественно описывается как альтернативный рок. Бывший вокалист Энди Хачатурян описал звучание группы, как «heavy Mediterranean groove». Музыкальный стиль группы находился под влиянием средиземноморской и ближневосточной музыки.
Журналист из MTV News Джон Видерхорн писал, что "мульти-текстурированная музыка The Apex Theory сочетает в себе метал, прог-рок, средиземноморскую музыку, и даже джаз.

## Состав

### Текущий состав
- Арт Карамян — гитара, вокал[12]
- Дэвид Акопян — бас
- Сэмми Джей Уотсон — ударные

### Бывшие участники
- Энди Хачатурян — вокал[13]

## Дискография

### Студийные альбомы
- «Topsy-Turvy» (2002)
- «Faces» (2008)

### Мини-альбомы
- «The Apex Theory» (2001)
- «Inthatskyissomethingwatching» (2004)
- «Lightpost» (2007)